# Heinrich Ancker (Politiker, 1820)
Heinrich Ancker (* 1820; † 23. April 1881 in Ruß (?)) war ein deutscher Kaufmann und Politiker.

## Leben
Ancker lebte als Spediteur in Ruß/Memel. Von 1859 bis 1861 wurde er im Wahlkreis Memel-Heydekrug (Königsberg 1) in das Preußische Abgeordnetenhaus gewählt. Im Parlament schloss er sich der Fraktion Vincke an. 1861 war Mitbegründer der Fraktion Junglithauen bzw. der Fortschrittspartei. Von 1880 bis 1881 war er erneut für den Wahlkreis Memel-Heydekrug Abgeordneter im Preußischen Abgeordnetenhaus.